# كاشريس
الكاشريس[بحاجة لمصدر] أو الكُلَّيْخَةُ أو السِّحَاء (باللاتينية: Cachrys) جنس نباتي ينتمي إلى الفصيلة الخيمية. يضم هذا الجنس ستة أنواع مقبولة واثنين وعشرين نوعًا لم يحسم وضعها بعد. معظمها واطنة في الوطن العربي، وتنتشر أنواعه عمومًا في حوض البحر الأبيض المتوسط وأوروبا والقوقاز.

## من أنواعهالواطنةفي الوطن العربي
1. كاشريس بواسييه (باللاتينية: Cachrys boissieri) في بلاد الشام وتركيا
2. الكاشريس الخشن (باللاتينية: Cachrys scabra) في بلاد الشام وقبرص وتركيا
3. الكاشريس صغير الثمار (باللاتينية: Cachrys microcarpa) في بلاد الشام وتركيا والقوقاز
4. الكاشريس الصقلي (باللاتينية: Cachrys sicula) في المغرب العربي وإيطاليا وإسبانيا والبرتغال
5. الكاشريس اللاذع (باللاتينية: Cachrys pungens) في المغرب العربي وإيطاليا
6. الكاشريس اللبناني (باللاتينية: Cachrys libanotis) في المغرب العربي وجنوب غرب أوروبا